# Cyanoramphus malherbi
O periquito-de-fronte-laranja ou kakariki-de-testa-laranja, conhecido em Maori como Kākāriki karaka é uma pequena espécie de papagaio nativa da Nova Zelândia. A palavra kakariki vem do Maori kākāriki e significa "papagaio pequeno" (kākā = papagaio, riki = pequeno) e karaka significa laranja. É caracterizado por suas penas verdes e testa amarela com uma faixa laranja acima do bico. Já foi pensado ser híbrido entre o kakariki-de-fronte-vermelha e o kakariki-de-fronte-amarela.

## Descrição[5][6]
O kakariki-de-testa-laranja mede entre 19 e 22cm e possui plumagem verde com um tom azulado na ponta das asas. Tem coroa amarela e uma faixa laranja acima do bico. Possui manchas discretas também de cor laranja ao lado do uropígio. Os machos costumam apresentar cores mais vibrantes, enquanto os juvenis têm coloração mais opaca e podem quase não apresentar a faixa laranja que dá nome a espécie.
Pode ser facilmente confundida com o kakariki-de-coroa-amarela, principalmente comparando indivíduos juvenis. Para diferenciá-las, nota-se a diferença na cor da faixa acima do bico e as manchas vermelhas na lateral do corpo do kakariki-de-coroa-amarela. Sem uma visão ou foto mostrando a face, é difícil determinar a espécie.
É uma ave difícil de observar, pois costuma ser silenciosa e se camufla com as folhas. Seu canto ou chamado pode denunciar sua presença, mas é suave e raramente emitido. Durante a alimentação nupcial e o acasalamento, seus chamados são distintos, compostos por notas individuais.

## Distribuição e habitat

### Distribuição
Antigamente espalhados por toda a Nova Zelândia, a espécie atualmente está restrita a quatro vales na Ilha Sul da Nova Zelândia: Hawdon, Andrews, Poulter (todos no Parque Nacional Arthur’s Pass) e no vale Hurunui, localizado no Parque Florestal Lake Sumner. Alguns indivíduos criados em cativeiro estão sendo soltos e monitorados em ilhas costeiras.

### Habitat
Ocorrem quase exclusivamente em florestas de faias, árvores dos gêneros Nothofagus e Fuscospora. Eles geralmente se alimentam na copa de árvores altas, mas também podem ser encontradas forrageando em vegetação baixa ou no chão. Utilizam riachos para beber e tomar banho. Se houver uma grande produção de sementes de faia, os kakarikis-de-testa-laranja são encontrados consumindo sementes no alto do dossel.

## Estado de conservação
O kakariki-de-testa-laranja é classificado como Criticamente Ameaçado pela lista vermelha da IUCN. Existem, provavelmente, menos de 400 indivíduos adultos, mas sua população está estável.
A principal ameaça aos kakarikis-de-testa-laranja é a presença de espécies invasoras que caçam as aves, especialmente ratos e doninhas. Os ovos e filhotes também são vulneráveis à predação por gambás e os filhotes, quando saem do ninho, são alvos fáceis para gatos. A modificação do seu habitat, causada pelo desmatamento e a introdução de veados, também representa uma ameaça.
A descoberta recente da Doença do Bico e das Penas de Psitacídeos (PBFD) próximo ao habitat da espécie é motivo de preocupação. A competição com espécies introduzidas também pode ser um problema, com estorninhos sendo observados ocupando dois ninhos de kakarikis-de-testa-laranja.
As três principais ações tomadas para evitar a extinção da espécie são o controle de ratos, doninhas e gambás nos vales onde as aves ocorrem, a proteção dos ninhos e a criação de indivíduos em cativeiro, como no Isaac Conservation and Wildlife Trust e no Zoológico de Aukland, para manutenção da genética da espécie e eventual liberação em ilhas livres de predadores.